# La vecina
 (срп. Комшиница) мексичка је теленовела, продукцијске куће Телевиса, снимана 2015.

## Синопсис
Симпатична Сара раскида дугогодишњу везу са момком Чеом и добија отказ у хотелу где је радила. Пошто је напрасно остала без посла, одлучује да оде у Сан Гаспар у друштву својих рођака Симона и Висентеа, не би ли мало средила мисли и довела се у ред. Са друге стране, руководство компаније „Конатрол”, која се бави дистрибуцијом бензина, одлучује да пошаље инжињера Антонија Андраде у Сан Гаспар, јер је тамо забележена крађа сировина. Антонио без поговора пристаје да крене на пут, због чега одлаже већ заказано венчање са Исабел, кћерком милионера Гиљерма Сиснероса. Његово одсуство искористиће Рикардо, који такође ради у компанији — учиниће све да укаља Антониов углед и заузме његов положај, и то не само када је у питању посао. Наиме, он жели да освоји срце Антониове веренице Исабел, а истовремено у тајности склапа савез са Педром, који је један од руководилаца компаније. Судбина вешто спаја Сару и Антонија, и то у више наврата — њих двоје су прво принуђени да буду комшије у Сан Гаспару, а путеви ће им се касније поново укрстити, када Сара, у потрази за послом, покуца на врата престижне компаније „Конатрол”. Иако су потпуно различити, Сара и Антонио проводе незабораван викенд у Сан Гаспару. Сарина непосредност и ведрина обарају с ногу наочитог инжињера, док она не може да дође себи због варница које севају међу њима.
На растанку Сара и Антонио, не поричући међусобну привлачност, закључују да се не смеју упуштати у везу — не само да је он верен, већ је она сушта супротност свему ономе што он очекује од жене. Ипак, Антонио јој обећава посао у „Конатролу”, несвестан да ће Рикардо учинити све да то спречи. Наиме, заказао је разговор са Саром у граду, са намером да пред руководиоцима обелодани њену авантуру са Антониом.
Сара потом одлучује да се врати у Сан Гаспар, али пропушта лет и завршава код Антонија у стану. Њих двоје воде љубав и заклињу се једно другом на верност. Међутим, Сара већ ујутру сазнаје да је он своје срце обећао Исабел, због чега сломљена одлази у Сан Гаспару, мислећи да ју је Антонио безочно лагао.
Недуго потом, Сара купује ресторан, желећи да покрене сопствени посао. Са друге стране, Антонио поново покушава да освоји њено срце, али пре тога раскида са Исабел. Ипак, његова прорачуната вереница није спремна да га пусти тако лако — захваљујући њеним сплеткама, Антониов отац завршава у затвору. Уколико жели да га види на слободи, Антонио мора да се ожени њоме. Сара мисли да ју је вољени мушкарац издао, због чега одлучује да се удаљи од њега и то заувек. Међутим, и не слути да јој судбина припрема још много изненађења.

## Ликови
- Сара (Есмералда Пиментел) - млада, лепа, интелигентна и весела девојка. Мада је потпуно посвећена мајци и брату, којима се труди да помогне, труди се да ужива у животу и живи га пуним плућима. С обзиром на то да је вођена импулсима, често не размишља о последицама својих поступака. Када се Антонио појави у њеном животу, ни сама неће моћи да објасни готово магнетну привлачност коју осећа према њему.
- Антонио (Хуан Дијего Коварубијас) - Антониов живот је до танчина испланиран — заробљен је у мрежи навика, хладан је и прорачунат. Када је љубав у питању, пре упуштања у везу анализира каква им будућност предстоји. Покушава да контролише своје окружење, али сви шаблони којима се покоравао падају у воду када стигне у Сан Гаспар и упозна Сару — комшиницу која ће га излудети у сваком смислу. Мада су га њен осмех и непосредност очарали, одбија да прихвати да се заљубио.
- Исабел (Наталија Гереро) - кћерка јединица из богате и угледне породице. У вези је са Антониом, кога сматра својом сродном душом, али само зато што припадају истом друштвеном статусу. Када њен вереник оде у Сан Гаспар, она се упушта у авантуру са Рикардом, желећи да се освети Антонију јер ју је преварио са комшиницом. Иако зна да њена веза са Рикардом нема будућност, одлучује да ужива у њој, бар док се не уда за Антонија.
- Чео (Хавијер Хатин) - имплусиван и врло посесиван момак, али је у дубини душе веома неискварен. Међутим, не може да побегне од љубоморе, због чега често губи контролу над својим поступцима. Жели да се ожени Саром по сваку цену, не марећи за то што она свог идеалног партнера није замишљала као љубоморног посесивца. Криви Антонија за све лоше што се дешава Сари, коју свим силама покушава да врати.
- Висенте (Алехандро Ибара) - добродушан свештеник који је посвећен својој парохији. Обожава фудбал и капитен је екипе „Лос Аладос”. Његов једини ривал је Фидел, полцијски инспектор и управник клуба „Лос Артиљерос”. Ипак, ван терена један према другоме опходе се с поштовањем. Висенте је Сарин стриц и њен заштитник — не одобрава њену везу са Чеом, али ни са Антониом, јер сматра да ти мушкарци његовој братаници доносе само патњу.
- Рикардо (Алфредо Гатика) - амбициозан и горд младић, који се не либи ничега да би остварио своје циљеве. Брзо напредује на професионалном плану и постаје један од руководилаца компаније „Конатрол”. Стиди се свог сиромашног порекла и избегава сваки контакт са мајком Есперансом. Рикардо осећа завист према Антонију, због чега чини све да му укаља углед и репутацију, а покушава да заведе и његову вереницу Исабел.

## Глумачка постава

### Главне улоге
| Глумац:                 | Улога:          |
| ----------------------- | --------------- |
| Есмералда Пиментел      | Сара Гранадос   |
| Хуан Дијего Коварубијас | Антонио Андраде |

### Споредне улоге
| Глумац:                | Улога:                     |
| ---------------------- | -------------------------- |
| Наталија Гереро        | Исабел Сиснерос            |
| Алехандро Ибара        | свештеник Висенте Гранадос |
| Хавијер Хатин          | Елисео Чео Гонзалес        |
| Виолета Исфел          | Титина                     |
| Луис Гатика            | Педро Аранго               |
| Пјер Анхело            | Симон Еспарса              |
| Перла Енсинас          | Роса Мендез                |
| Бени Ибара             | Гиљермо Сиснерос           |
| Артуро Кармона         | Фидел Чавез                |
| Марија Алисија Делгадо | Марина                     |
| Карлос Браћо           | Хуан Карлос Урибе          |
| Алфредо Гатика         | Рикардо Сегура             |
| Адалберто Пара         | Едуардо Андраде            |
| Едса Рамирез           | Наталија                   |
| Хосе Монтини           | Хосе / Пепе                |
| Аријане Пељисер        | Ема де Андраде             |
| Фернанда Визует        | Лаура де Аранго            |
| Бибелот Мансур         | Магдалена                  |
| Бенхамин Риверо        | Рафаел Падиља              |
| Роландо Брито          | Кармело Аранго             |
| Луис Себаљос           | Еди                        |
| Роберто Романо         | Елијас                     |
| Рикардо Фернандез Руе  | Роке                       |
| Алекс Отеро            | Владимир Чавез             |
| Гонзало Пења           | Јаго                       |